# الجميمة (الرجم)

تعديل مصدري - تعديل

الجميمة هي إحدى قرى عزلة الجرادي بمديرية الرجم التابعة لمحافظة المحويت، بلغ تعداد سكانها 110 نسمة حسب تعداد اليمن لعام 2004.